# Synidotea fecunda
Synidotea fecunda är en kräftdjursart som beskrevs av Javed och Yasmeen 1994. Synidotea fecunda ingår i släktet Synidotea och familjen tånglöss. Inga underarter finns listade i Catalogue of Life.